# دينا سنغر
دينا شيفر سنغر (مواليد 1948) هي أخصائية مناعة أمريكية متخصصة في تنظيم النسخ في السرطان والتعبير الجيني والمناعة الجزيئية. وهي نائبة مدير الاستراتيجية والتطوير العلمي في المعهد القومي للسرطان (NCI). كانت سنغر سابقًا مديرًا لقسم بيولوجيا السرطان في المعهد الوطني للسرطان من 1999 إلى 2019.

## التعليم
سنغر هي ابنة عالم الرياضيات الألماني اليهودي مناحيم ماكس شيفر. حصلت على درجة البكالوريوس في علم الأحياء وعلوم الحياة من معهد ماساتشوستس للتكنولوجيا (MIT) في عام 1969. وحصلت على درجة الدكتوراه في علم الوراثة البشرية والكيمياء الحيوية في جامعة كولومبيا. كانت زميلة ما بعد الدكتوراه في مختبر الكيمياء الحيوية في المعهد الوطني للسرطان (NCI).